# Ochrilidia socotrae
Ochrilidia socotrae is een rechtvleugelig insect uit de familie veldsprinkhanen (Acrididae). De wetenschappelijke naam van deze soort is voor het eerst geldig gepubliceerd in 2009 door Massa.